# Akebi’s Sailor Uniform
Akebi’s Sailor Uniform (jap. 明日ちゃんのセーラー服 Akebi-chan no sērāfuku) – manga autorstwa Hiro, publikowana w magazynie internetowym „Tonari no Young Jump” wydawnictwa Shūeisha od sierpnia 2016.
Na podstawie mangi studio CloverWorks wyprodukowało serial anime, który emitowany był od stycznia do marca 2022.

## Fabuła
Komichi Akebi od najmłodszych lat uwielbiała mundurki marynarskie. Poprosiła nawet matkę o uszycie jednego, kiedy dostanie się do gimnazjum. Po przyjęciu do nowej szkoły jest zachwycona, że będzie mogła nosić swój domowej roboty mundurek, jednakże dowiaduje się, że jej gimnazjum nie używa już marynarskich mundurków, które zostały zastąpione marynarkami. Mimo to dyrektorka szkoły postanawia zrobić dla niej wyjątek i pozwala jej nosić tradycyjny mundurek. Tak zaczynają się nastoletnie lata Komichi, która poznaje nowe przyjaciółki i cieszy się życiem szkolnym.

## Bohaterowie
- Komichi Akebi (jap. 明日 小路 Akebi Komichi)

Seiyū: Manatsu Murakami 
- Tōko Usagihara (jap. 兎原 透子 Usagihara Tōko)

Seiyū: Ayumu Murase 
- Minoru Ōkuma (jap. 大熊 実 Ōkuma Minoru)

Seiyū: Miku Itō 
- Neko Kamimoku (jap. 神黙 根子 Kamimoku Neko)

Seiyū: Miku Itō 
- Erika Kizaki (jap. 木崎 江利花 Kizaki Erika)

Seiyū: Sora Amamiya 
- Tomono Kojō (jap. 古城 智乃 Kojō Tomono)

Seiyū: Shion Wakayama 
- Riona Shijō (jap. 四条 璃生奈 Shijō Riona)

Seiyū: Azusa Tadokoro 
- Ai Tatsumori (jap. 龍守 逢 Tatsumori Ai)

Seiyū: Mariya Ise 
- Kei Tanigawa (jap. 谷川 景 Tanigawa Kei)

Seiyū: Akira Sekine 
- Ayumi Tōgeguchi (jap. 峠口 鮎美 Tōgeguchi Ayumi)

Seiyū: Shiori Mikami 
- Mai Togano (jap. 戸鹿野 舞衣 Togano Mai)

Seiyū: Haruka Shiraishi 
- Yasuko Nawashiro (jap. 苗代 靖子 Nawashiro Yasuko)

Seiyū: Kaede Hondo 
- Riri Minakami (jap. 水上 りり Minakami Riri)

Seiyū: Yui Ishikawa 
- Hotaru Hiraiwa (jap. 平岩 蛍 Hiraiwa Hotaru)

Seiyū: Momo Asakura 
- Oshizu Hebimori (jap. 蛇森 生静 Hebimori Oshizu)

Seiyū: Mitsuho Kambe 
- Hitomi Washio (jap. 鷲尾 瞳 Washio Hitomi)

Seiyū: Shizuka Ishigami 
- Yuwa Akebi (jap. 明日 ユワ Akebi Yuwa)

Seiyū: Kana Hanazawa 
- Kao Akebi (jap. 明日 花緒 Akebi Kao)

Seiyū: Misaki Kuno 
- Sato Akebi (jap. 明日 サト Akebi Sato)

Seiyū: Satoshi Mikami 
- Miki Fukumoto (jap. 福元 幹 Fukumoto Miki)

Seiyū: Shuka Saitō 

## Manga
Pierwszy rozdział mangi został opublikowany 2 sierpnia 2016 w magazynie internetowym „Tonari no Young Jump”. Następnie wydawnictwo Shūeisha rozpoczęło zbieranie rozdziałów do wydań w formacie tankōbon, których pierwszy tom ukazał się 19 kwietnia 2017. Według stanu na 17 marca 2023, do tej pory wydano 11 tomów.
| Nr | Data wydania (język japoński) | ISBN (język japoński)  |
| -- | ----------------------------- | ---------------------- |
| 1  | 19 kwietnia 2017              | ISBN 978-4-08-890671-3 |
| 2  | 19 października 2017          | ISBN 978-4-08-890765-9 |
| 3  | 18 maja 2018                  | ISBN 978-4-08-891016-1 |
| 4  | 19 listopada 2018             | ISBN 978-4-08-891115-1 |
| 5  | 17 maja 2019                  | ISBN 978-4-08-891223-3 |
| 6  | 19 listopada 2019             | ISBN 978-4-08-891384-1 |
| 7  | 19 sierpnia 2020              | ISBN 978-4-08-891549-4 |
| 8  | 19 kwietnia 2021              | ISBN 978-4-08-891777-1 |
| 9  | 19 października 2021          | ISBN 978-4-08-892102-0 |
| 10 | 17 czerwca 2022               | ISBN 978-4-08-892275-1 |
| 11 | 17 marca 2023                 | ISBN 978-4-08-892538-7 |

## Anime
Adaptacja w formie telewizyjnego serialu anime została zapowiedziana 26 marca 2021. Serię wyreżyserował Miyuki Kuroki, produkcją zaś zajęło się studio CloverWorks. Scenariusz napisała Rino Yamazaki, postacie zaprojektowała Megumi Kōjno, a muzykę skomponowała Kana Utatane. Serial był emitowany od 9 stycznia do 27 marca 2022 na antenie Tokyo MX i innych stacjach. 16 członków głównej obsady, pod nazwą Rōbai gakuen chūtōbu 1-nen 3-kumi (jap. 蠟梅学園中等部1年3組), wykonało motyw otwierający „Hajimari no setsuna” (jap. 蠟梅学園中等部1年3組), natomiast Manatsu Murakami wykonała motyw kończący zatytułowany „Baton”. W odcinku 7. pojawia się cover piosenki „Cherry” (jap. チェリー) zespołu Spitz śpiewany przez Mitsuho Kambe. Prawa do dystrybucji serii poza Azją nabyło Funimation, a następnie Crunchyroll.

### Lista odcinków
| №  | Tytuł                                                                                          | Reżyseria                    | Scenariusz    | Premiera         |
| -- | ---------------------------------------------------------------------------------------------- | ---------------------------- | ------------- | ---------------- |
| 1  | The Sailor Uniform I Always Wanted Akogare no sērāfuku (あこがれのセーラー服)                  | Miyuki Kuroki Haruka Tsuzuki | Rino Yamazaki | 9 stycznia 2022  |
| 2  | See You Tomorrow Mata ashita (また明日)                                                        | Makoto Katō                  | Rino Yamazaki | 16 stycznia 2022 |
| 3  | Have You Decided on a Club? Bukatsu wa mō kimeta? (部活はもう決めた？)                         | Takahiro Harada              | Rino Yamazaki | 23 stycznia 2022 |
| 4  | My Image? Watashi no imēji? (私のイメージ？)                                                   | Haruka Tsuzuki               | Rino Yamazaki | 30 stycznia 2022 |
| 5  | I Want to Learn Lots Ippai shiritai natte (いっぱい知りたいなって)                             | Yoshihisa Matsumoto          | Rino Yamazaki | 6 lutego 2022    |
| 6  | There's No School Tomorrow, Right? Ashita, oyasumi ja nai desu ka (明日、お休みじゃないですか) | Takayuki Kikuchi             | Rino Yamazaki | 13 lutego 2022   |
| 7  | Please Let Me Hear It Kikasete kudasai (聴かせてください)                                      | Moaang                       | Rino Yamazaki | 20 lutego 2022   |
| 8  | I Want to Win Next Time Tsugi wa kachitai (次は勝ちたい)                                       | Yōsuke Yamamoto              | Rino Yamazaki | 27 lutego 2022   |
| 9  | Ready... Up! Se～no! (せ～のっ！)                                                              | Nozomu Kamiya                | Rino Yamazaki | 6 marca 2022     |
| 10 | Fight On! Fight On! Faito! Faito! (ファイト！ファイト！)                                       | Haruka Tsuzuki               | Rino Yamazaki | 13 marca 2022    |
| 11 | Sharing This Time... With Everyone... Onaji jikan... minna to... (同じ時間…みんなと…)          | Shin’ichirō Ushijima         | Rino Yamazaki | 20 marca 2022    |
| 12 | I'm Not Alone Hitori ja nain da (ひとりじゃないんだ)                                           | Miyuki Kuroki Haruka Tsuzuki | Rino Yamazaki | 27 marca 2022    |